# Marc Janko
Pour les articles homonymes, voir Janko.
Marc Janko, né le 25 juin 1983 à Vienne, est un footballeur international autrichien qui évolue au poste d'attaquant.

## Biographie
Marc Janko est le fils d'Eva Janko, médaillée de bronze du lancer du javelot lors des Jeux olympiques d'été de 1968.

### En club

#### Red Bull Salzbourg (2005-2010)
Il signe en 2005 un contrat au Red Bull Salzbourg.
Au cours de la saison 2008-2009, il s'illustre en terminant meilleur buteur de Bundesliga autrichienne inscrivant la bagatelle de 39 buts en 35 rencontres. Il est également reconnu comme meilleur buteur de l'année 2009 par la IFFHS.

#### FC Twente (2010-2012)
En juin 2010, le club néerlandais du FC Twente le fait signer pour une somme record de 7.000.000 d'euros, ce qui fait de Janko le joueur autrichien le plus cher de l'histoire à cette date. 

#### FC Porto (2012)
En janvier 2012, il rejoint le FC Porto pour 3 millions d'euros. Le 5 février 2012, il inscrit son premier but avec le FC Porto face à Setubal lors de sa première titularisation avec les dragoes.

#### Trabzonspor (2012-2014)
Fin août 2012, il signe pour trois saisons en faveur de Trabzonspor. Le montant du transfert est évalué à 3 M€.

#### FC Sydney (2014-2015)
Après seulement quatre buts en deux saisons, il s'engage en juillet 2014 pour le FC Sydney.
Il reste 1 année jusqu'en 2015, on ne lui a pas proposé un nouveau contrat.

#### FC Bâle (2015-2017)
Le 26 juin 2015, il s'engage avec le FC Bâle pour une saison avec une option d'un an.
En mai 2017, il est annoncé qu'il doit quitter le club à la suite de la restructuration du club.

#### Sparta Prague (2017-2018)
En 2017, il rejoint le Sparta Prague.

#### Retour en Suisse au FC Lugano (2018-2019)
En 2018, il rejoint le FC Lugano.

## Palmarès
Red Bull Salzbourg
- Championnat d'Autriche
  - Champion en 2007, 2009 et 2010.

 FC Twente
- Coupe des Pays-Bas
  - Vainqueur en 2011
- Trophée Johan Cruyff
  - Vainqueur en 2010 et 2011

 FC Porto
- Championnat du Portugal
  - Champion en  2012

 FC Bâle
- Championnat de Suisse
  - Champion en 2016 et 2017
- Coupe de Suisse
  - Vainqueur en 2017

### Distinctions individuelles
- Meilleur buteur de Bundesliga autrichienne pour la saison 2008-2009 (39 buts).
- Meilleur buteur mondial de l'année de première division en 2009.
- Meilleur footballeur autrichien de l'année en 2008.

## Sélections
- 70 sélections avec l'Autriche et 28 buts de 2006 à 2019[10].

## Statistiques détaillées
| Saison                | Club                     | Championnat           | Championnat | Championnat | Coupe(s) nationale(s) | Coupe(s) nationale(s) | Compétition(s) continentale(s) | Compétition(s) continentale(s) | Compétition(s) continentale(s) | Total | Total |
| Saison                | Club                     | Division              | M.          | B.          | M.                    | B.                    | Comp.                          | M.                             | B.                             | M.    | B.    |
| 2004-2005             | FC Admira Wacker Mödling | 1. Bundesliga         | 13          | 2           | -                     | -                     | -                              | -                              | -                              | 13    | 2     |
| Sous-total            | Sous-total               | Sous-total            | 13          | 2           | -                     | -                     | -                              | -                              | -                              | 13    | 2     |
| 2005-2006             | Red Bull Salzbourg       | 1. Bundesliga         | 18          | 11          | -                     | -                     | -                              | -                              | -                              | 18    | 11    |
| 2006-2007             | Red Bull Salzbourg       | 1. Bundesliga         | 8           | 2           | -                     | -                     | C1 C3                          | 1 2                            | 0 1                            | 11    | 3     |
| 2007-2008             | Red Bull Salzbourg       | 1. Bundesliga         | 13          | 5           | -                     | -                     | -                              | -                              | -                              | 13    | 5     |
| 2008-2009             | Red Bull Salzbourg       | 1. Bundesliga         | 34          | 39          | 1                     | 1                     | C3                             | 3                              | 2                              | 38    | 42    |
| 2009-2010             | Red Bull Salzbourg       | 1. Bundesliga         | 34          | 17          | -                     | -                     | C1 C3                          | 5 6                            | 0 4                            | 45    | 21    |
| Sous-total            | Sous-total               | Sous-total            | 107         | 74          | 1                     | 1                     | -                              | 17                             | 7                              | 125   | 82    |
| 2010-2011             | FC Twente                | Eredivisie            | 29          | 13          | 4                     | 2                     | C1 C3                          | 6 3                            | 0 1                            | 42    | 16    |
| 2011-2012             | FC Twente                | Eredivisie            | 16          | 10          | 3                     | 3                     | C1 C3                          | 4                              | 2 3                            | 27    | 18    |
| Sous-total            | Sous-total               | Sous-total            | 45          | 23          | 7                     | 5                     | -                              | 17                             | 6                              | 69    | 34    |
| 2011-2012             | FC Porto                 | Liga ZON Sagres       | 10          | 4           | 2                     | 1                     | -                              | -                              | -                              | 12    | 5     |
| Sous-total            | Sous-total               | Sous-total            | 10          | 4           | 2                     | 1                     | -                              | -                              | -                              | 12    | 5     |
| 2012-2013             | Trabzonspor              | Süper Lig             | 14          | 1           | 3                     | 0                     | -                              | -                              | -                              | 17    | 1     |
| 2013-2014             | Trabzonspor              | Süper Lig             | 9           | 1           | 1                     | 1                     | C3                             | 3                              | 1                              | 13    | 3     |
| Sous-total            | Sous-total               | Sous-total            | 23          | 2           | 4                     | 1                     | -                              | 3                              | 1                              | 30    | 4     |
| 2014-2015             | FC Sydney                | A-League              | 22          | 16          | 2                     | 0                     | -                              | -                              | -                              | 24    | 16    |
| Sous-total            | Sous-total               | Sous-total            | 22          | 16          | 2                     | 0                     | -                              | -                              | -                              | 24    | 16    |
| 2015-2016             | FC Bâle                  | Super League          | 20          | 16          | 1                     | 1                     | C1 C3                          | 3 8                            | 1 2                            | 32    | 20    |
| 2016-2017             | FC Bâle                  | Super League          | 20          | 11          | 3                     | 1                     | C1                             | 5                              | 0                              | 28    | 12    |
| Sous-total            | Sous-total               | Sous-total            | 40          | 27          | 4                     | 2                     | -                              | 16                             | 3                              | 60    | 32    |
| Total sur la carrière | Total sur la carrière    | Total sur la carrière | 260         | 148         | 38                    | 10                    | -                              | 53                             | 17                             | 351   | 175   |